# Carlos Amarilla

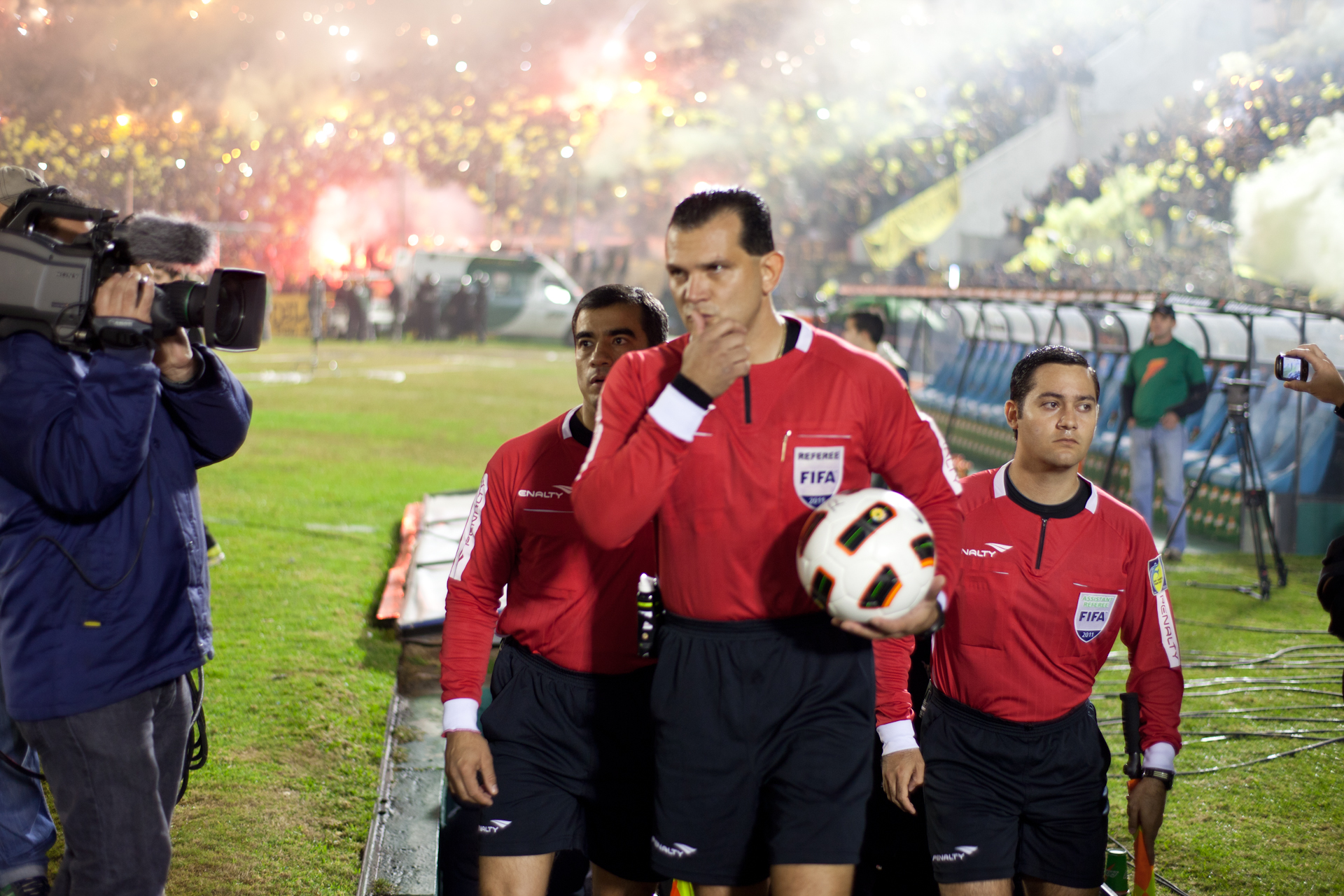
Carlos Amarilla (Mitte) beim Copa-Libertadores-Finale zwischen Club Atlético Peñarol und den FC Santos am 15. Juni 2011

Carlos Arecio Amarilla Demarqui (* 26. Oktober 1970) ist ein paraguayischer Fußballschiedsrichter. 
Er ist international aktiv seit 1997. Er kam bei mehreren FIFA-Turnieren zum Einsatz, so etwa bei der U20-WM 2001 in Argentinien, beim Konföderationen-Pokal 2003 und 2005 sowie bei der Weltmeisterschaft 2006 in Deutschland. Außerdem pfiff Amarilla Partien in Peru bei der Copa América 2004 und bei zahlreichen Qualifikationsspielen in der Südamerika-Zone.
Amarilla sollte auch bei der Fußball-Weltmeisterschaft 2010 als Schiedsrichter eingesetzt werden, verpasste aber die Teilnahme, nachdem seine Assistenten im Mai 2010 bei einem Fitnesstest durchgefallen waren. Für Amarilla wurde Martín Vázquez nachnominiert.